# Aruba ai Giochi della XXIX Olimpiade
Aruba ha partecipato alle Giochi della XXIX Olimpiade di Pechino, svoltisi dall'8 al 24 agosto 2008, con una delegazione di 2 atleti.

## Judo
| Gara  | Atleta     | Tabellone principale     | Tabellone principale | Tabellone principale | Tabellone principale | Tabellone principale | Ripescaggi | Ripescaggi | Ripescaggi | Ripescaggi |
| Gara  | Atleta     | Sedicesimi               | Ottavi               | Quarti               | Semifinali           | Finale               | 1º turno   | Quarti     | Semifinali | Finale     |
| ----- | ---------- | ------------------------ | -------------------- | -------------------- | -------------------- | -------------------- | ---------- | ---------- | ---------- | ---------- |
| 81 kg | Fiderd Vis | Guo Lei (Cina) 0000-1100 |                      |                      |                      |                      |            |            |            |            |

## Nuoto
| Gara               | Atleta       | Batterie | Batterie | Semifinali | Semifinali | Finale | Finale |
| Gara               | Atleta       | Tempo    | Pos.     | Tempo      | Pos.       | Tempo  | Pos.   |
| ------------------ | ------------ | -------- | -------- | ---------- | ---------- | ------ | ------ |
| 100 m stile libero | Jan Roodzant | 51"69    | 53       |            |            |        |        |